# Omar Gaber
Omar Gaber (Cairo, 30 de janeiro de 1992) é um futebolista egípcio que atua como lateral e meio-campo. Atualmente defende o Zamalek.

## Carreira
Omar Gaber integrou do elenco da Seleção Egípcia de Futebol da Olimpíadas de 2012.

## Títulos
Zamalek
- Campeonato Egípcio: 2014–15
- Copa do Egito: 2012–13, 2013–14, 2014–15
- Copa das Confederações da CAF: 2023–24
- Supercopa da CAF: 2024

Basel
- Campeonato Suíço: 2016–17
- Copa da Suíça: 2016–17